# Galium patzkeanum
Galium patzkeanum är en måreväxtart som beskrevs av G.H.Loos. Galium patzkeanum ingår i släktet måror, och familjen måreväxter. Inga underarter finns listade i Catalogue of Life.